# A Codename: Sailor V fejezeteinek listája
A Codename: Sailor V (コードネームはセーラーＶ) Takeucsi Naoko első nagyobb sikert elért mangája, melynek főszereplője, Aino Minako később a Sailor Moon-sorozatban is feltűnt. Minakót egy napon felkeresi Artemis, a beszélő macska, aki elmondja neki, hogy ő Vénusz reinkarnációja, és ilyen minőségében harcolnia kell a gonosz ellen.
A sorozat három kötetben jelent meg, az utolsó már a Sailor Moon első köteteivel egy időben, 1991 és 1993 között. Összesen 15 fejezet készült el, de a 2003-as reprint kiadásban az utolsót szétszedték két kisebb fejezetre, így az 16 fejezetes lett.

## Fejezetek
| Kötet | Fejezet  | Cím                                                 |
| --- | -------- | --------------------------------------------------- |
| 1 | „Act 1”  | Sailor V színrelép                                  |
| Aino Minako egy átlagos diáklány, aki ügyes sportoló, ám kicsit ügyetlen és lusta, s titkon szerelmes egy felsőbb évesbe, Higasiba. Egyik nap rátalál egy különös fehér macska, aki beszél, s Artemiszként mutatkozik be. Közli Minakóval, hogy ő a kiválasztott, Vénusz reinkarnációja, akinek a küldetése az, hogy megvédje a Földet. Ő és egy titokzatos Főnök felügyelik majd harcát. Minako később azt hiszi, hogy csak álmodta az egészet, ám mikor azt tapasztalja, hogy Higasi titokzatos erejét használva uralma alá hajt embereket, megváltozik a véleménye. Varázserejű tolla segítségével átváltozik Sailor V-vé, és elpusztítja Higasit, felszabadítva ezzel a szolgáivá alacsonyított embereket. Artemisz, látván a feladat nehézségét, Minako mellett marad, hogy segítse őt a továbbiakban. |          |                                                     |
| 1 | „Act 2”  | Minako a játékteremben                              |
| Minakónak nem tetszik harcos egyenruhája, és különben is szívesebben töltené az idejét számítógépes játékokban való harccal, mint valódival. Kedvenc játékában, a "Lovely Fight"-ban azonban egy Taku nevű játékos megdönti a rekordjait, ami frusztrálja őt. Addig küzd, amíg nem sikerül megdöntenie a csúcsot. Taku, azaz Otaku Takuro, azonban mindvégig figyelte őt a háttérből, aki azt hitte róla, hogy fiú, és alattomos szándékkal üldözőbe veszi. A Főnök és Artemisz szerint azonban ő nem ellenség, hanem csak egy perverz videójáték-őrült. Minako először egy játék szuperhősévé változik, majd Sailor V-vé, és jól móresre tanítja a szemtelen fiút. |          |                                                     |
| 1 | „Act 3”  | A Pandora-ügy                                       |
| Minako egy új énekes sztár, Pandora rajongója lesz, aki a 44-es csatornán fog hamarosan fellépni. Az adó műsorát számos antennával sugározza a városban, Minakóéknál mégsem akar bejönni a csatorna, a lány ezért csalódottan aludni tér. Másnap megdöbbenve látja, hogy osztálytársainak nagy része hiányzik, a Főnök és Artemisz szerint pedig a 44-es csatorna agymosó jelet sugároz. Ezért mint Sailor V, a helyszínre siet, ahol Pandora épp agymosást hajt végre rajongóin, de ő sikerrel megakadályozza ezt. |          |                                                     |
| 1 | „Act 4”  | A Puchi Pandora-ügy                                 |
| Minako rendkívül kimerült, mert nehezen tud megfelelni sok kötelességének. Közben a rendőrségen Vakagi Tosió rendőr ellenségesen viszonyul Sailor V jó cselekedeteihez, és megesküszik, hogy egy nap elkapja a lányt. Közben egy Petite Pandora névre hallgató lány jelenik meg, aki nem csak a nevében köthető az előző ellenfélhez: egyetlen kacsintásával képes átmosni az emberek agyát. Petite Pandora kihasználja Tosió ellenségességét, és egy üzenettel a parkba csalja a rendőrt, azt állítva, hogy Sailor V ott várja majd, s jöjjön el, különben végez a túszokkal (akiket nem is ő ejtett). Ám még mielőtt odaérhetne, Sailor V legyőzi Petite Pandorát, s elhagyja a helyszínt. Artemisz pedig közli a harcoslánnyal, hogy az igazi küldetés csak most kezdődik. |          |                                                     |
| 1 | „Act 5”  | A Sötét Ügynökség összeesküvése                     |
| Minako a "Dark Guys" nevű együttesért kezd el lelkesedni, de Artemisz szerint ők is, akárcsak a Pandora testvérek, a Dark Agency nevű gonosz szervezethez tartoznak. A mögöttük álló személy pedig Fluorit, aki ismét agymosásra készül a legújabb sztárok felkutatásával. Amint azt a Főnök is elmondja neki, a Sötét Ügynökség, és vezetője, Danburite célja az, hogy elszívja az emberek energiáit, és meghódítsa a Földet. A Dark Guys CD-je pedig a legújabb eszköze az ördögi tervnek. Minako álruhában bejut a koncertre, majd mint Sailor V, rendet tesz, s legyőzi Fluoritot. A fejezet végén egy rövid villanás erejéig maga Cukino Uszagi is bemutatkozik, mint nagy Sailor V-rajongó. |          |                                                     |
| 1 | „Act 6”  | Showdown! Sailor V vs. Luga, a kiberharcos          |
| Egy vadonatúj videójáték jelenik meg, mely teljesen elbűvöli a fiatalokat. A "Cyberwarrior Girl Luga" azonban ismét az ellenség céljait szolgálja. Hatalmas az érdeklődés a játék iránt, amely virtuális valóság-technikát használ, az emberek össze is verekednek rajta. Egy pillanatra felbukkan Hino Rei is, akinek rossz érzése van a játékteremmel kapcsolatban. Magával az ördögi terv kiagyalójával, Lugával veszi fel a harcot Sailor V, mint a játék szereplője. Tosió ismét el akarja kapni a lányt, de megint nem jár sikerrel. |          |                                                     |
| 1 | „Act 7”  | Sailor V vakáción - a Hawaii-ügy                    |
| Minako nyer egy hawaii álomnyaralást, ám egy félreértés miatt Görögországban köt ki. Hibiszkusz, a Sötét Ügynökség utazó ügynöke a nyomába ered, hogy megszerezze az energiáikat, de nem számolnak Sailor V-vel és egy ideges turistával. |          |                                                     |
| 1 | „Act 8”  | A szerelem sugárútja                                |
| Minako egy iskolás fiúk közti bandaháború kellős közepébe csöppen, akaratán kívül. Egy fiú, akit titkon imád, Szaitó veszi őt védelmébe. A Dark Agency legújabb ügynöke, Vivian azonban éppen a bandák harcából kíván erőt nyerni. A fejezetben utalás történik Kunzite-ra, a Dark Kingdom egyik tábornokára. Minako beleszeret Szaitóba, de a fiú igazi vágyainak tárgyát is felhasználja álcaként, hogy eltérítse a felesleges erőszaktól. |          |                                                     |
| 2 | „Act 9”  | Sailor V vs. DeBrine                                |
| Hamarosan itt a Valentin-nap, Minako pedig a szőke hercegről ábrándozik. Közben egy új csokoládéüzlet nyílik a városban, melynek vezetője, DeBrine valójában a Sötét Ügynökségnek dolgozik. Az eladott csokoládéktól úgy tűnik, hogy a lányoknak túlsúlya lesz, s így energiát akar tőlük szerezni. Sailor V a helyszínre megy, akárcsak Tosió, aki megpróbálja elkapni a lányt, sikertelenül. A fejezet végén egy ismeretlen maszkos férfi bukkan fel, aki cukorkaesőt szór a lányok közé. |          |                                                     |
| 2 | „Act 10” | Sailor V kutyaszorítóban? Az Isteni Ász megjelenik! |
| Minako beleszeret a titokzatos maszkot viselő férfiba, akit később Isteni Ászként ismer meg, s nem más, mint egy tévésztár. Artemisz gyanakodni kezd, s gyanúja nem is alaptalan. Tosiót főnöke Szibériába küldte, eredménytelensége miatt. A város egyik szép ruhákat árusító üzletében az ellenség hipnotizálja a csinos lányokat, hogy elpusztítsák Sailor V-t. Sailor V felveszi a harcot velük, de szorult helyzetbe kerül és Ász menti meg. A rendőrfőnök rájön arra, hogy Minako ki is valójában. |          |                                                     |
| 2 | „Act 11” | Állatos sztorik 1: Nyan-Nyan                        |
| Miután Minako látott egy aranyos cicát, úgy gondolja, jó lenne beszerezni még egy házikedvencet, aminek Artemisz nem nagyon örül. Közben egy új ellenség, Nyan-Nyan bukkan fel az iskolai sportnapon, aki macskának álcázza magát, és jól összekuszálja a szálakat. |          |                                                     |
| 2 | „Act 12” | Állatos sztorik 2: Wan-Wan                          |
| Sailor V legújabb ellensége Wan-Wan, aki testvére, Nyan-Nyan halálát akarja megbosszulni. Kis fekete kutyának álcázza magát, és még Artemisz is bedől neki. A macskákra hasonlító kutyák elárasztják a várost, s egy híres mangarajzoló, aki kapcsolatba kerül Minakóval, is beszerez egyet. |          |                                                     |
| 2 | „Act 13” | Állatos sztorik 3: Chuu-Chuu                        |
| Sailor V akaratán kívül beáll önkéntesnek Hikaru mellé. Később üdítőért cserébe vért ad egy szervezetnek, amelyről kiderül, hogy az előző két ellenség legfiatabb testvére a vezetője. Sailor V kénytelen harcba szállni. |          |                                                     |
| 2 | „Act 14” | Az elszántság köve                                  |
| Minako szeretné meghódítani az iskola egyik cserediákját, aki ügyet sem vet rá. Végül találnak közös témát, a futást, ám Minako nem tudja, hogy a fiúnak gyenge a szíve, és nem futhat. Emiatt pár napig otthon kell feküdnie. Minako elmegy hozzá, hogy jobb kedvre derítse. A fiú mesél neki egy régi orosz legendáról, a Hacsimaki-kőről, amely elszánntá képes tenni bárkit, még ha nagy is a nehézség. Ő azonban mégis feladja, ami bosszantja Minakót. Bátorításképpen, hogy vegyen részt a maratonon, ráveszi ismerőseit, hogy közösen karaokezzanak egy dalra. Az ellenség azonban szintén a közelben ólálkodik. |          |                                                     |
| 2 | „Act 15” | Egy új kaland kezdete                               |
| Minako azt olvassa az újságban, hogy Ász szerepelni fog egy filmben, méghozzá mint egy kínai hercegnő védelmezője. A Főnök és Artemisz azonban felhívják rá a figyelmét, hogy Ász ugyanannál az ügynökségnél dolgozik, amely kapcsolatba hozható a Sötét Ügynökséggel, ezért el kell mennie egy rendezvényére körülnézni. Szakurada, a rendőrfőnök is bejelentkezik, aki már tudja, hogy ő Sailor V. Kínába mennek, ahol kiderül, hogy Ász is tudja a kilétét, és szereti őt. Minakónak választania kell Sailor V és a magánélete között. Közben a Sötét Ügynökség is akcióba lép: tervük Kína lakosságának meghódítása, hogy előkészítsék a Sötétség Birodalmának eljövetelét. Ász is leleplezi magát: ő Danburite, a Sötét Ügynökség vezetője, aki egyenesen Kunzite-nak jelent. Valaha ő volt Adonisz, aki a Hold királyságában szerelmes volt Sailor V-be. Most azonban a végső összecsapás során V-nek végeznie kell vele. Miután legyőzte a Sötét Ügynökséget, visszanyert régi emlékei birtokában új küldetést kap: meg kell találnia harcostársait, hogy felvegye a harcot a sokkal nagyobb ellenséggel. |          |                                                     |